# 아가일 (영화)
《아가일》(영어: Argylle)은 2024년 개봉한 첩보 액션 코미디 영화이다. 매슈 본이 감독을 맡았으며, 앙상블 캐스트로 헨리 캐빌, 브라이스 댈러스 하워드, 샘 록웰, 브라이언 크랜스턴, 캐서린 오하라, 두아 리파, 아리아나 더보즈, 존 시나, 새뮤얼 L. 잭슨이 출연하였다. 킹스맨 프랜차이즈에 속하는 본편 스핀오프작이다.

## 줄거리
은둔형 스파이 소설 작가인 엘리 콘웨이는 '아가일' 시리즈의 다섯 번째 작품을 거의 완성했지만, 어머니의 감상을 들은 뒤로 슬럼프를 겪는다. 어머니를 만나러 가는 기차 안에서 엘리는 공격을 받지만 실제 스파이인 에이든 와일드에게 구조된다. 에이든은 소설 속 내용이 현실에서 일어나는 일들을 예견하고 있으며, 이를 노리는 '디비전'이라는 조직이 엘리를 노리고 있다고 설명한다. 엘리와 에이든은 디비전을 막기 위한 단서를 찾기 위해 함께 런던으로 향한다. 
런던에서 그들은 엘리의 소설에 언급된 '마스터키'를 찾으려 하지만, 에이든마저 자신을 죽이려 한다고 의심한 엘리는 부모에게 도움을 요청한다. 그러나 부모가 디비전의 요원임을 알게 된 엘리는 에이든과 함께 도망친다. 프랑스로 탈출한 그들은 전 CIA 부국장 앨피의 도움으로 엘리가 사실은 '레이철 카일'이라는 요원이었고, 5년 전 디비전에 의해 세뇌됐다는 사실을 알게 된다. 엘리는 억압된 기억들을 소설의 형태로 써내려갔고, 소설 속 캐릭터들은 실제 인물에서 모티브를 얻은 것이었다. 신작에서 레이철은 마스터키의 위치를 공개하려는 참이었다.
레이철과 에이든은 마스터키를 찾기 위해 아라비아반도로 향하지만, 디비전에 붙잡혀 기지로 끌려간다. 디비전의 국장 리터는 레이철이 사실은 디비전의 충성스러운 이중 스파이였다고 밝히고, 에이든을 총으로 쏘아 죽이려 한다. 그러나 레이철은 앨피에게 마스터키를 보낸 상태였고, 에이든은 치명적이지 않은 부위에 총을 맞은 후 레이철과 재회하여 함께 기지를 탈출한다. 리터는 마스터키 전송을 막으려다 레이철의 고양이에게 눈을 다친 뒤 죽는다. 
레이철과 에이든은 디비전 기지가 화물선임을 알아채고 위성 연결을 이용해 마스터키를 전송하려 하지만, 레이철의 어머니 루스가 정신 조작 코드를 이용해 레이철을 공격한다. 결국 루스는 전 CIA 요원 키라에게 죽는다. 키라는 레이철과 에이든의 동료였으며, 레이철의 소설 속 등장인물과 동일했다. 앨피는 마스터키를 받고, 에이든은 디비전의 유조선을 폭파시킨다. 다시 작가로 돌아간 레이철은 마지막 '아가일' 소설을 출간하고, 낭독회에 진짜 아가일이 나타나자 레이철은 혼란스러워 한다.
영화의 엔딩 크레디트 이후 장면에서는 20년 전 젊은 아가일이 킹스맨 요원으로 발탁되는 모습이 그려지며, 첫 번째 소설이 그의 삶을 기반으로 쓰였다는 것이 밝혀진다.

## 출연

### '아가일' 캐릭터
- 헨리 캐빌 - 아가일 역
  - 루이 파트리지 - 아가일 아역
- 두아 리파 - 라그랑주(러그란지) 역
- 존 시나 - 와이엇 역
- 징 루시 - 리나 역: 아가일의 연애 상대.
- 리처드 E. 그랜트 - 파울러 국장 역

### 현실 인물
- 브라이스 댈러스 하워드 - 엘리 콘웨이 / 레이철 카일 역
- 샘 록웰 - 에이든 와일드 역
- 브라이언 크랜스턴 - 리터 국장 역
- 캐서린 오하라 - 루스 / 마거릿 보글러 박사 역
- 소피아 부텔라 - 사바 알바드르 역
- 아리아나 더보즈 - 키라 역
- 새뮤얼 L. 잭슨 - 앨프리드 "앨피" 솔로몬 역
- 롭 딜레이니 - 파월 부국장 역
- 토마스 파레데스 - 칼로스 역
- 칩 - 고양이 앨피 역
- 벤 대니얼스 - 킹스맨 바텐더 역

## 제작
제작비는 아직 공식적으로 확인되지 않았다. 감독 매슈 본은 데드라인 할리우드와의 인터뷰에서 제작비가 2억 달러라는 추정을 부정하며 그보다 적게 들었음을 시사하였다.

## 참고 사항
- 매슈 본 감독과 새뮤얼 L. 잭슨 배우, 그리고 소피아 부텔라 배우가 2015년에 개봉한 영화 《킹스맨: 시크릿 에이전트》 이후 9년만에 재회하게 되는 계기가 되었다.

- 매슈 본 감독의 전전전작이었던 《킹스맨: 시크릿 에이전트》(2014)에서 악당들의 머리가 폭죽처럼 터지던 장면과 유사하게, 적들을 처치하며 총천연색의 연막을 분사하는 장면이 나온다.